# Gymnocalycium monvillei
Gymnocalycium monvillei – gatunek rośliny z rodziny kaktusowatych. Występuje w Ameryce Południowej, tylko w północno-zachodniej Argentynie. 
W obrębie gatunku wyróżniane są dwa podgatunki:
- G. monvillei subsp. achirasense (H.Till & Schatzl) H.Till
- G. monvillei subsp. horridispinum (G.Frank ex H.Till) H.Till